# USS LST-896
O USS LST-896 foi um navio de guerra norte-americano da classe LST que operou durante a Segunda Guerra Mundial.